# Luigi Borghetti
Luigi Borghetti (Rho, 31 de enero de 1943) es un deportista italiano que compitió en ciclismo en la modalidad de pista, especialista en la prueba de velocidad individual.
Ganó dos medallas en el Campeonato Mundial de Ciclismo en Pista, oro en 1968 y bronce en 1967.
Participó en los Juegos Olímpicos de México 1968, ocupando el cuarto lugar en la prueba de tándem.

## Medallero internacional
| Campeonato Mundial | Campeonato Mundial       | Campeonato Mundial | Campeonato Mundial       |
| Año                | Lugar                    | Medalla            | Competición              |
| ------------------ | ------------------------ | ------------------ | ------------------------ |
| 1967               | Ámsterdam (Países Bajos) | Medalla de bronce  | Velocidad individual (A) |
| 1968               | Montevideo (Uruguay)     | Medalla de oro     | Velocidad individual (A) |